# Hayatia latiuscula
Hayatia latiuscula är en stekelart som beskrevs av Lin 1993. Hayatia latiuscula ingår i släktet Hayatia och familjen hårstrimsteklar. Inga underarter finns listade i Catalogue of Life.